# Bazylika San Zeno Maggiore w Weronie
Bazylika San Zeno Maggiore w Weronie (bazylika św. Zenona w Weronie) – kościół benedyktyński ze słynnym portalem zachodnim, który jest dziełem rzeźbiarza Mikołaja z Ferrary (wł. Niccolò da Ferrara) wykonanym około 1138 roku. W polichromowanym tympanonie przedstawiono sceny z Vita św. Zenona. Po bokach portalu umieszczone są dwa bogato rzeźbione zespoły marmurowych kwater. Po prawej stronie, sześć górnych kwater zawiera sceny z Księgi Rodzaju, dwie najniższe natomiast sceny związane z legendą króla Teodoryka. Po lewej stronie znajdują się sceny pasyjne z Nowego Testamentu oraz sceny walk. Drzwi wejściowe  są obłożone 48 płytami z brązu datowanymi na połowę XII wieku.